# Річка Десна
31 км — зупинний пункт Південно-Західної залізниці. Розташована поблизу села Пирогівка. Відкритий після 1995 року. З'єднує станцію Терещенська зі станцією Семенівка.
Через платформу курсують дизельні потяги за напрямками: Новгород-Сіверський—Терещенська та Семенівка—Терещенська.

## Історія
Відкритий після 1995 року на новозбудованій залізниці, що сполучила доти тупикові станції Пирогівка та Новгрод-Сіверський.

## Особливості
Розташований перед самим мостом через Десну, на території забороненої зони мосту. Однак висадка та посадка звичайних пасажирів можлива.